# Torre del cabo de Cullera

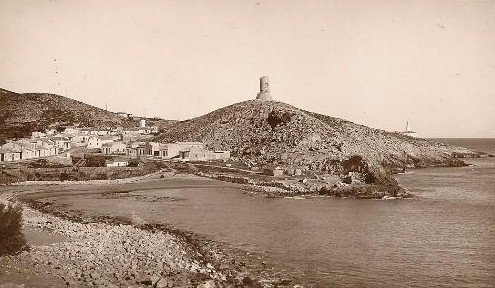
Antigua torre del cabo de Cullera

La torre del Cabo de Cullera fue una torre que se encontraba entre la torre de la Gola de la Albufera al norte y la torre del Marenyet al sur en la desembocadura del Júcar. La torre formaba parte del sistema de defensas del litoral creado en el siglo XVI durante el reinado de Felipe II.
En el siglo XVI, las costas valencianas sufrían los ataques de los piratas provenientes de las costas del norte de África. En mayo de 1550, la localidad de Cullera fue saqueada por el pirata Turgut Reis. Los ataques de las localidades valencianas motivaron la creación de sistemas de vigilancia y defensa.  
El virrey del Reino de Valencia Vespasiano Gonzaga fue quien encargó las obras al arquitecto e ingeniero italiano Juan Bautista Antonelli. El proyecto buscaba reforzar las defensas por medio de las torres y a la vez, de dotar al sistema de una milicia capaz de hacer frente a los ataques y la defensa del territorio. La defensa contra los corsarios debía realizarse mediante torres con guirnaldas para artillería que eliminasen los puntos donde éstos se resguardaban, avituallaban o  desembarcaban. 
La torre ya estaba levantada y en funcionamiento en mayo de 1560. Se encontraba encima de una colina del acantilado elevada 37 metros sobre el mar entre la Cala Blanca y la Cala de les Barraques en el Faro de Cullera. 

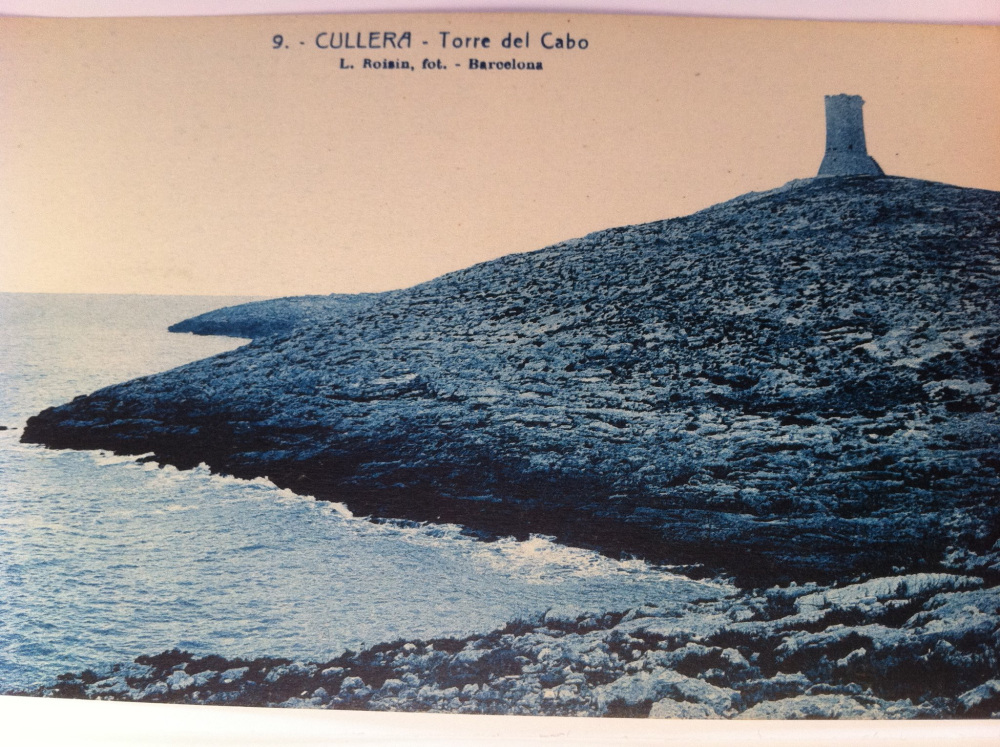
Vista de la antigua torre del cabo desde los acantilados del faro de Cullera.

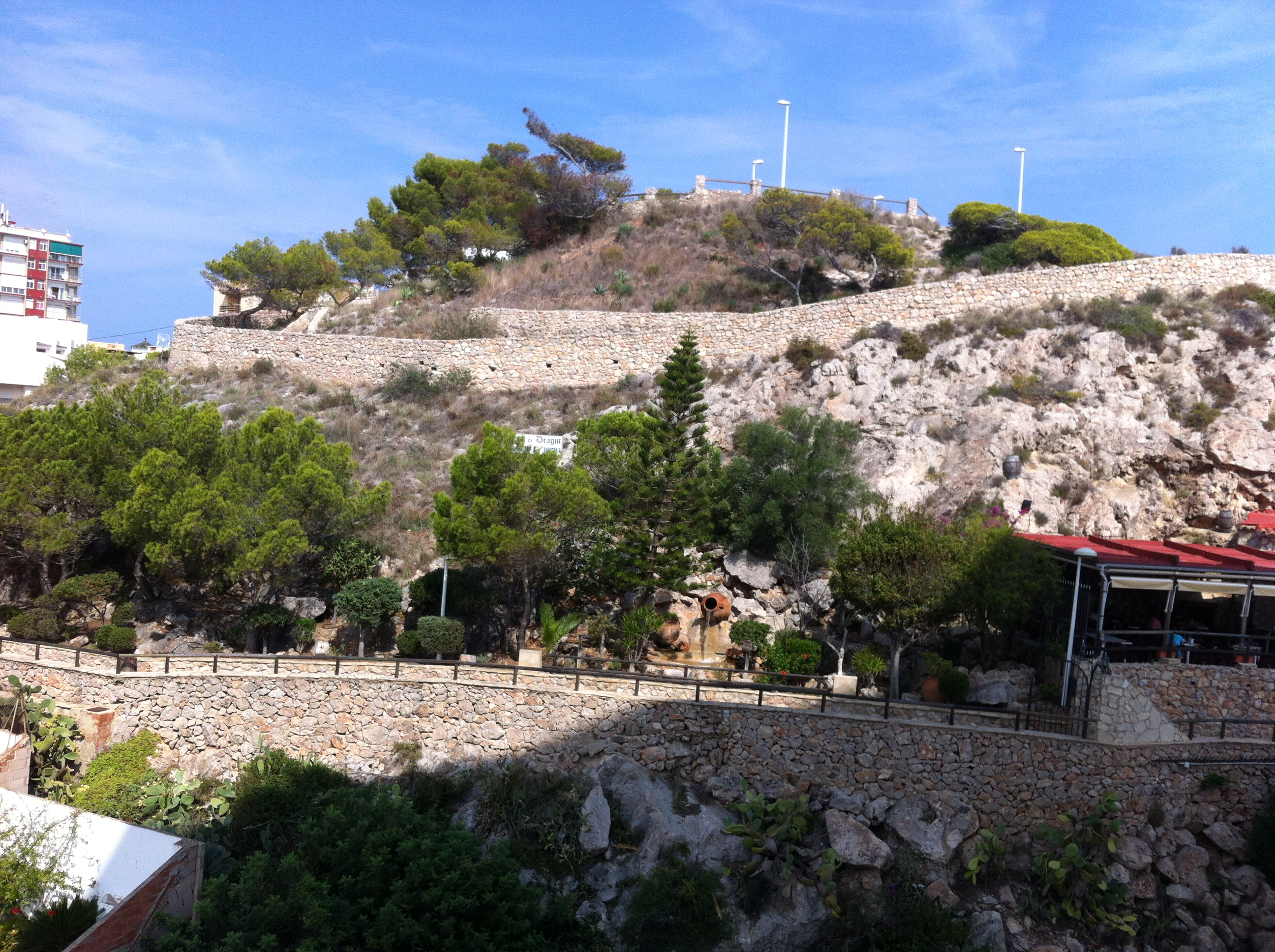
Colina donde se encontraba la torre del cabo de Cullera donde actualmente hay un mirador.

Después de superar la amenaza de los ataques de los piratas berberiscos, la torre realizaba únicamente las funciones de faro en una costa de acantilados, tal y como se indicaba en el plano del cabo de Cullera del primer marqués de la Romana del 1 de agosto de 1764 donde aparece la torre citada con el nombre de “el faro”. Con la construcción en 1858 del faro de Cullera, la torre pierde su función de referencia nocturna para las embarcaciones.
En 1935, Lambert Olivert i Arlandis (Cullera 1860-1937) da una descripción de su visita: No así la torre de cal y canto que se yergue sobre el pico colindante.. Lo más notable es su vejez. Debió de construirse en tiempos del hechizado como atalaya avanzada en la costa para avisar sobre la proximidad de los piratas berberiscos, después que Dragut nos había saqueado por dos veces. A esta torre se sube por una escalera, hoy medio derruida, que adosada a la misma conduce a un ventanal oscuro por donde se penetra y caracoleando se llega a la cumbre, una terraza plana que guarda todavía las huellas del fuego, que como ahora el Faro, iluminaba entonces buen trecho de nuestro golfo sucronense…
Durante la guerra civil española se hicieron obras de fortificación para el ejército republicano en el litoral. Se realizaron búnquers para nidos de ametralladoras y piezas de artillería de costa. Es en ese momento, cuando se produce la destrucción y desaparición de la torre del Cabo de Cullera.